# Monte Acquaviva
Il monte Acquaviva (2737 m s.l.m.) è una cima montuosa dell'Appennino abruzzese, la seconda cima più elevata della Maiella dopo il monte Amaro, posto sulla linea di cresta che congiunge il Blockhaus a quest'ultimo.

## Descrizione
La montagna, in origine senza nome, deve la propria denominazione, che è estensiva ed è stata stabilita dall'Istituto Geografico Militare sul finire del XIX secolo, ad una sorgente chiamata così dai pastori locali e sita nell'omonima valle posta nel versante orientale del monte, a circa 1900 m di quota, che alimenta un acquedotto installato nella Val Serviera.